# Charles Cresson
Charles Clement Cresson (* 23. März 1874 in San Antonio, Texas; † 27. Februar 1949 ebenda) war ein US-amerikanischer Tennisspieler.

## Biografie
Charles Cresson trat bei den Olympischen Sommerspielen 1904 in St. Louis im Herreneinzel und -doppel an. Im Einzel konnte er durch einen Sieg und ein Freilos ins Viertelfinale vordringen, wo er schließlich seinem Landsmann Robert LeRoy unterlag. Im Doppel schied er ebenfalls nach einem Sieg mit seinem Partner Semp Russ im Achtelfinale gegen die späteren Olympiasieger Edgar Leonard und Beals Wright aus.
Seine Ausbildung hatte Cresson in Princeton und an der Columbia Law School absolviert. Daraufhin arbeitete er als Jurist und US-Bezirksstaatsanwalt. Von 1917 bis zu seinem Tod 1949 tat er als Berufssoldat bei der Armee seinen Dienst, wo er bis zum Rang des Colonel aufstieg. Er wurde am Fort Sam Houston National Cemetery in seiner Heimatstadt beigesetzt.